# Dioctria atricapilla
Dioctria atricapilla je vrsta grabežnic iz poddružine Dasypogoninae. Odrasle muhe dosežejo med 9 in 12 mm v dolžino in med 7 ter 9 mm preko kril. Na glavi imajo tipalnice, sestavljene iz treh členov. Odrasle muhe so plenilske in se hranijo z raznimi vrstami letečih žuželk, ličinke pa se razvijejo v razpadajočih organskih ostankih in iztrebkih.

## Razširjenost
Vrsta je razširjena po travnikih Evrope in Azije, kjer te muhe letajo med majem in julijem.